# Épi (courbe)
Pour les articles homonymes, voir EPI.

Exemple d'épi : la trisectrice de Maclaurin d'équation.

En géométrie plane, un épi est une courbe plane dont l'équation polaire est de la forme :
{\displaystyle \rho ={\frac {a}{\cos(w\theta +\phi )}}} ou {\displaystyle \rho ={\frac {a}{\sin(w\theta +\phi )}}.}
Par isométrie, on peut réduire l'étude aux courbes d'équation polaire:
{\displaystyle \rho ={\frac {a}{\sin(w\theta )}}}
en excluant le cas où ω = 1 qui correspond à une droite.
Le nom d'«épi» leur est donné par M. Aubry qui les présente dans le Journal de mathématiques spéciales de 1895. Ces courbes ont été auparavant évoquées par Roger Cotes en 1722 quand il étudie les mouvements à force centrale inversement proportionnelle au cube de la distance.  Les épis sont en effet des cas particuliers de spirales de Cotes.

## Propriétés géométriques

Épi d'équation avec ses 3 branches.

Par la suite, on appellera (dα) la droite passant par O et faisant avec l'axe polaire un angle α.
La courbe d'équation polaire {\displaystyle \rho ={\frac {a}{\sin(w\theta )}}} possède plusieurs branches toutes images par rotation de centre O d'une branche principale correspondant à  θ compris entre 0 et π/ω.
En effet la portion de courbe correspondant à θ compris entre - π/ω et 0 est l'image de la branche principale par symétrie d'axe {\displaystyle (d_{\frac {\pi }{2}})}. La branche principale possède d'autre part un axe de symétrie {\displaystyle (d_{\frac {\pi }{2\omega }})}. La seconde branche est donc l'image de la branche principale par la composée de ces deux symétries, c'est-à-dire par une rotation d'angle {\displaystyle {\frac {\pi }{\omega }}-\pi }.
Les autres branches de l'épi sont alors images de la branche principale par une rotation d'angle {\displaystyle k\left({\frac {\pi }{\omega }}-\pi \right)} où k est un entier.
La branche principale possède deux asymptotes symétriques par rapport à la droite {\displaystyle (d_{\frac {\pi }{2\omega }})} dont une , d'équation polaire {\displaystyle \rho ={\frac {a}{w\sin \theta }}}, est parallèle à l'axe polaire et à une distance a/ω de celui-ci.. Les deux asymptotes font entre elles un angle de π/ω et se coupe sur l'axe {\displaystyle (d_{\frac {\pi }{2\omega }})} en un point de coordonnées polaires {\displaystyle \left({\frac {a}{w\sin(\pi /2\omega )}};\pi /2\omega \right)}. Le point de la branche le plus proche de l'origine est situé sur l'axe de symétrie et sur le cercle de rayon a.
Le nombre de branches de l'épi est infini si ω est irrationnel. La courbe est alors transcendante. Si ω est rationnel , le nombre de branches est fini et la courbe est algébrique . Si ω = n/d avec n et d premiers entre eux, le nombre de branches différentes est de n si n et d sont impairs, il est de 2n si n ou d est pair.
| d=1 |
| d=2 |
| d=3 |
| d=4 |

La tangente au point de coordonnées polaires {\displaystyle (\rho _{0};\theta _{0})} a pour équation  :
{\displaystyle {\frac {a}{\rho }}=\sin(\omega \theta _{0})\cos(\theta -\theta _{0})-\omega \cos(\omega \theta _{0})\sin(\theta -\theta _{0})}.
Le rayon de courbure en ce point est:
{\displaystyle R=\rho _{0}{\frac {(1+\omega ^{2}\tan ^{2}\omega \theta _{0})^{\frac {3}{2}}}{1-\omega ^{2}}}}
L'abscisse curviligne est donnée par :
{\displaystyle {\frac {\mathrm {d} s}{\mathrm {d} \theta }}={\frac {a}{\sin ^{2}\omega \theta }}{\sqrt {\omega ^{2}\cos ^{2}\omega \theta +\sin ^{2}\omega \theta }}}
et la rectification de la courbe fait intervenir des intégrales elliptiques de première et deuxième espèce.

## Relation avec d'autres courbes
L'épi de paramètre a et ω est l'image de la rosace d'équation {\displaystyle \rho =a\sin(\omega \theta )}  par l'inversion de pôle O et de rapport a. 
Si  ω  est rationnel, comme toute courbe algébrique, l'épi peut êtra tracé à l'aide d'un système articulé. M. Aubry présente, par analogie au système articulé permettant de construire des rosaces, un système articulé permettant de construire les épis d'équations {\displaystyle \rho \sin \left({\frac {\theta }{2n}}\right)=1} et {\displaystyle \rho \sin \left({\frac {\theta }{2n+1}}\right)=1} à l'aide de n T articulés, les T pivotant autour de O, et le premier glissant sur l'axe Ox dans le cas 2n et glissant sur la droite d'équation y=1 dans le cas 2n+1.
|  |  |

Il fait également remarquer que les épis sont transformés en épis par ductévolution : la ductévoluée d'une courbe  d'équation polaire {\displaystyle \rho =F(\theta )} est la courbe obtenue en projetant la première sur un cône circulaire d'axe passant par le pôle et  perpendiculaire au plan , puis en développant le cône.  La ductévoluée a alors pour équation {\displaystyle \rho =kF(k\theta )} avec {\displaystyle k={\frac {1}{\sin \alpha }}} où α est l'angle que font la directrice et l'axe du cône. En particulier, pour ω  plus grand que 1, l'épi peut être vu comme la ductévoluée d'une droite. Inversement, pour  ω <1, l’épi peut être vu comme le projeté d'une géodésique d'un cône de révolution d'angle au sommet arcsin ω.
Un épi est le lieu des points d'intersection entre une droite passant par O et une tangente à un cercle de centre O, droite et tangente tournant autour de O selon des angles de rapport constant.

Les points d'intersection de ces 2 droites, l'une passant par O tournant à une vitesse v et l'autre tangente au cercle unité et tournant à une vitesse v/3 trace l'épi d'équation ρ sin(θ(1-1/3))=1